# Matthew Hudson-Smith
Matthew Hudson-Smith (ur. 26 października 1994 w Wolverhampton) – brytyjski lekkoatleta specjalizujący się w biegach sprinterskich.
Latem 2013 podczas mistrzostw Europy juniorów zdobył dwa brązowe medale w biegu na 200 metrów oraz sztafecie 4 × 400 metrów. Mistrz igrzysk Wspólnoty Narodów w biegu rozstawnym (2014). W tym samym roku zdobył srebrny medal w biegu na 400 metrów oraz złoto w sztafecie podczas mistrzostw Europy. W 2016 zdobył brązowy medal w sztafecie podczas mistrzostw Europy oraz zajął 8. miejsce na dystansie 400 metrów w trakcie igrzysk olimpijskich w Rio de Janeiro. W 2017 startował na mistrzostwach świata w Londynie, podczas których zdobył brąz w sztafecie 4 × 400 metrów, a indywidualnie osiągnął półfinał biegu na 400 metrów. Złoty (indywidualnie) i srebrny (w sztafecie) medalista mistrzostw Europy (2018). W 2022 zdobył brązowy medal w biegu na 400 metrów podczas mistrzostw świata w Eugene, natomiast rok później w Budapeszcie na tym samym dystansie został srebrnym medalistą światowego czempionatu. Multimedalista igrzysk olimpijskich w Paryżu (2024): zdobył srebro w biegu na 400 metrów oraz brąz w biegu rozstawnym 4 × 400 metrów.
Złoty medalista mistrzostw Wielkiej Brytanii oraz reprezentant kraju w meczach międzypaństwowych.
Rekordy życiowe: bieg na 200 metrów – 20,34 (30 czerwca 2024, Manchester); bieg na 400 metrów – 43,44 (7 sierpnia 2024, Paryż) rekord Europy.

## Osiągnięcia
| Rok  | Impreza                     | Miejsce        | Konkurencja                 | Pozycja    | Wynik   | Reprezentacja |
| ---- | --------------------------- | -------------- | --------------------------- | ---------- | ------- | ------------- |
| 2013 | Mistrzostwa Europy juniorów | Rieti          | bieg na 200 m               | 3. miejsce | 20,94   | GBR           |
| 2013 | Mistrzostwa Europy juniorów | Rieti          | sztafeta 4 × 400 m          | 3. miejsce | 3:05,14 | GBR           |
| 2014 | Igrzyska Wspólnoty Narodów  | Glasgow        | sztafeta 4 × 400 m          | 1. miejsce | 3:00,46 | ENG           |
| 2014 | Mistrzostwa Europy          | Zurych         | bieg na 400 m               | 2. miejsce | 44,75   | GBR           |
| 2014 | Mistrzostwa Europy          | Zurych         | sztafeta 4 × 400 m          | 1. miejsce | 2:58,79 | GBR           |
| 2016 | Mistrzostwa Europy          | Amsterdam      | sztafeta 4 × 400 m          | 3. miejsce | 3:01,44 | GBR           |
| 2016 | Igrzyska olimpijskie        | Rio de Janeiro | bieg na 400 m               | 8. miejsce | 44,61   | GBR           |
| 2017 | IAAF World Relays           | Nassau         | sztafeta 4 × 400 m          | 6. miejsce | 3:03,84 | GBR           |
| 2017 | Mistrzostwa świata          | Londyn         | bieg na 400 m               | półfinał   | 44,74   | GBR           |
| 2017 | Mistrzostwa świata          | Londyn         | sztafeta 4 × 400 m          | 3. miejsce | 2:59,00 | GBR           |
| 2018 | Igrzyska Wspólnoty Narodów  | Gold Coast     | bieg na 400 m               | eliminacje | DQ      | ENG           |
| 2018 | Igrzyska Wspólnoty Narodów  | Gold Coast     | sztafeta 4 × 400 m          | eliminacje | DNF     | ENG           |
| 2018 | Mistrzostwa Europy          | Berlin         | bieg na 400 m               | 1. miejsce | 44,78   | GBR           |
| 2018 | Mistrzostwa Europy          | Berlin         | sztafeta 4 × 400 m          | 2. miejsce | 3:00,36 | GBR           |
| 2018 | Puchar interkontynentalny   | Ostrawa        | bieg na 400 m               | 4. miejsce | 45,72   | GBR / Europa  |
| 2018 | Puchar interkontynentalny   | Ostrawa        | sztafeta mieszana 4 × 400 m | –          | DQ      | GBR / Europa  |
| 2019 | Mistrzostwa świata          | Doha           | bieg na 400 m               | eliminacje | DNF     | GBR           |
| 2022 | Mistrzostwa świata          | Eugene         | bieg na 400 m               | 3. miejsce | 44,66   | GBR           |
| 2022 | Igrzyska Wspólnoty Narodów  | Birmingham     | bieg na 400 m               | 2. miejsce | 44,81   | ENG           |
| 2022 | Mistrzostwa Europy          | Monachium      | bieg na 400 m               | 1. miejsce | 44,53   | GBR           |
| 2022 | Mistrzostwa Europy          | Monachium      | sztafeta 4 × 400 m          | 1. miejsce | 2:59,35 | GBR           |
| 2023 | Mistrzostwa świata          | Budapeszt      | bieg na 400 m               | 2. miejsce | 44,31   | GBR           |
| 2024 | World Athletics Relays      | Nassau         | sztafeta 4 × 400 m          | 6. miejsce | 3:02,62 | GBR           |
| 2024 | Igrzyska olimpijskie        | Paryż          | bieg na 400 m               | 2. miejsce | 43,44   | GBR           |
| 2024 | Igrzyska olimpijskie        | Paryż          | sztafeta 4 × 400 m          | 3. miejsce | 2:55,83 | GBR           |

10 sierpnia 2024 w Paryżu brytyjska sztafeta 4 × 400 metrów w składzie Alex Haydock-Wilson, Matthew Hudson-Smith, Lewis Davey i Charlie Dobson ustanowiła czasem 2:55,83 rekord Europy na tym dystansie.